# Aurelio Galfetti

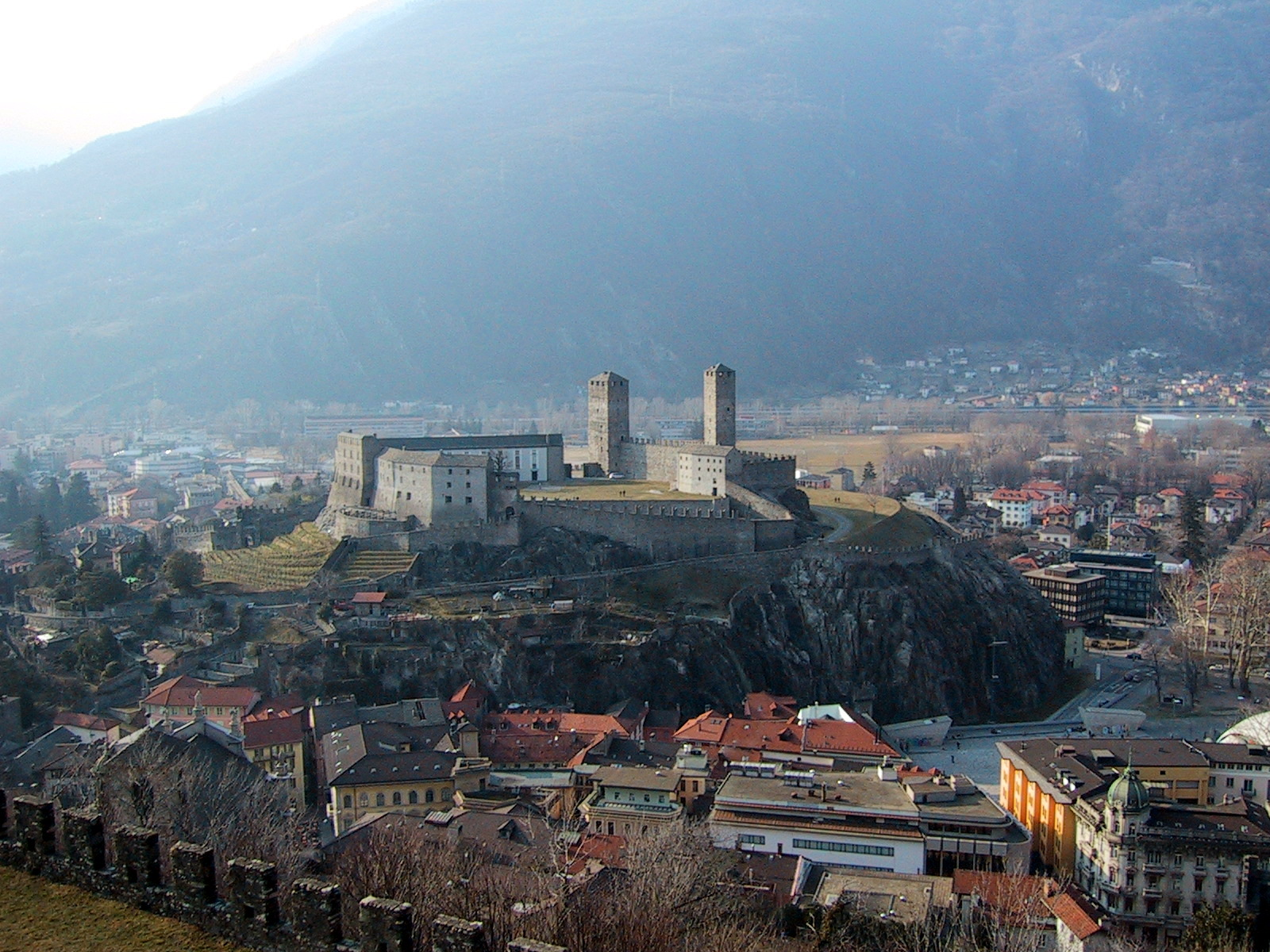
Castelgrande, Bellinzona (Aurelio Galfetti 1981–1988)

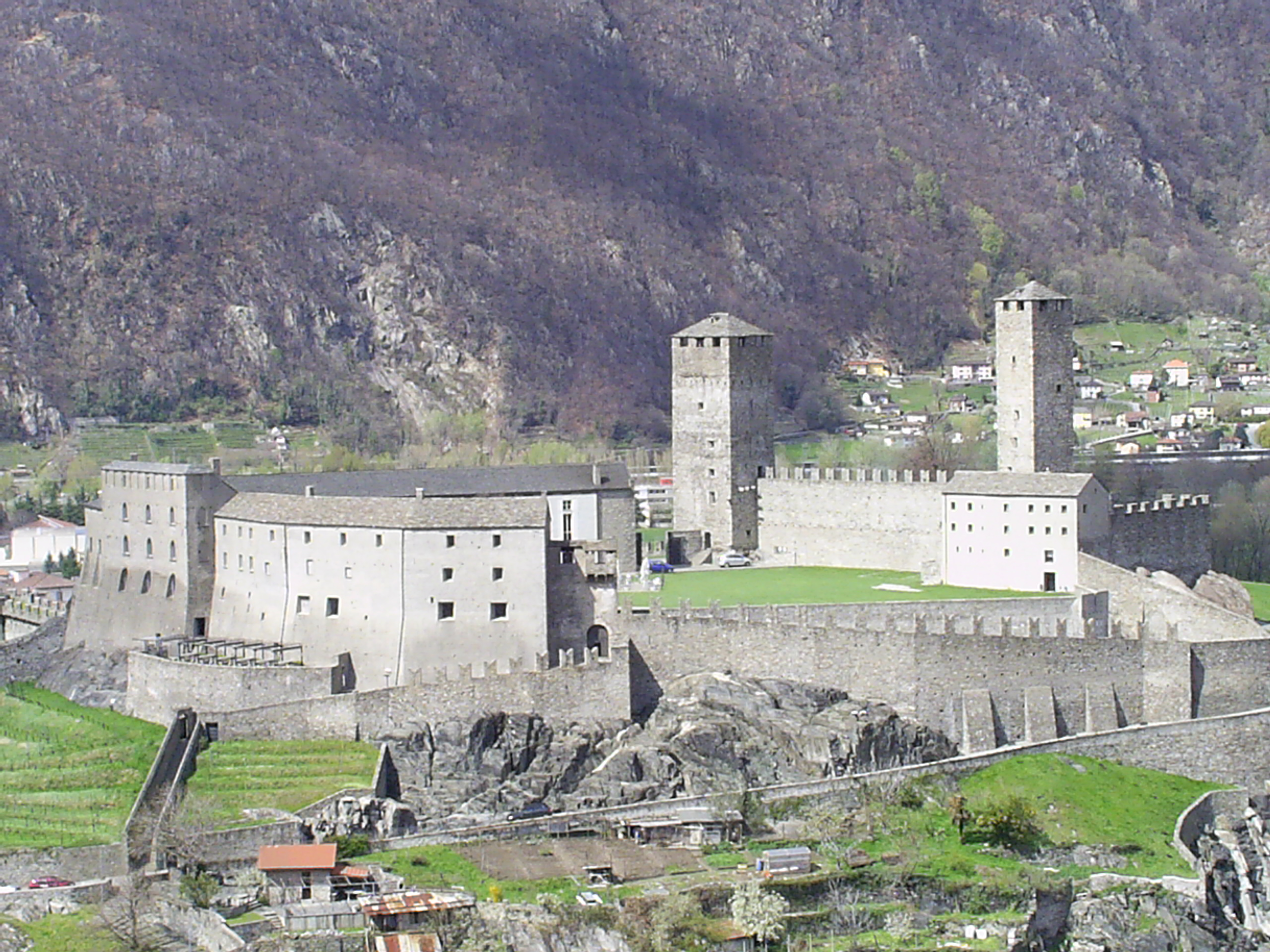
Castelgrande, Bellinzona (Aurelio Galfetti 1981–1988)

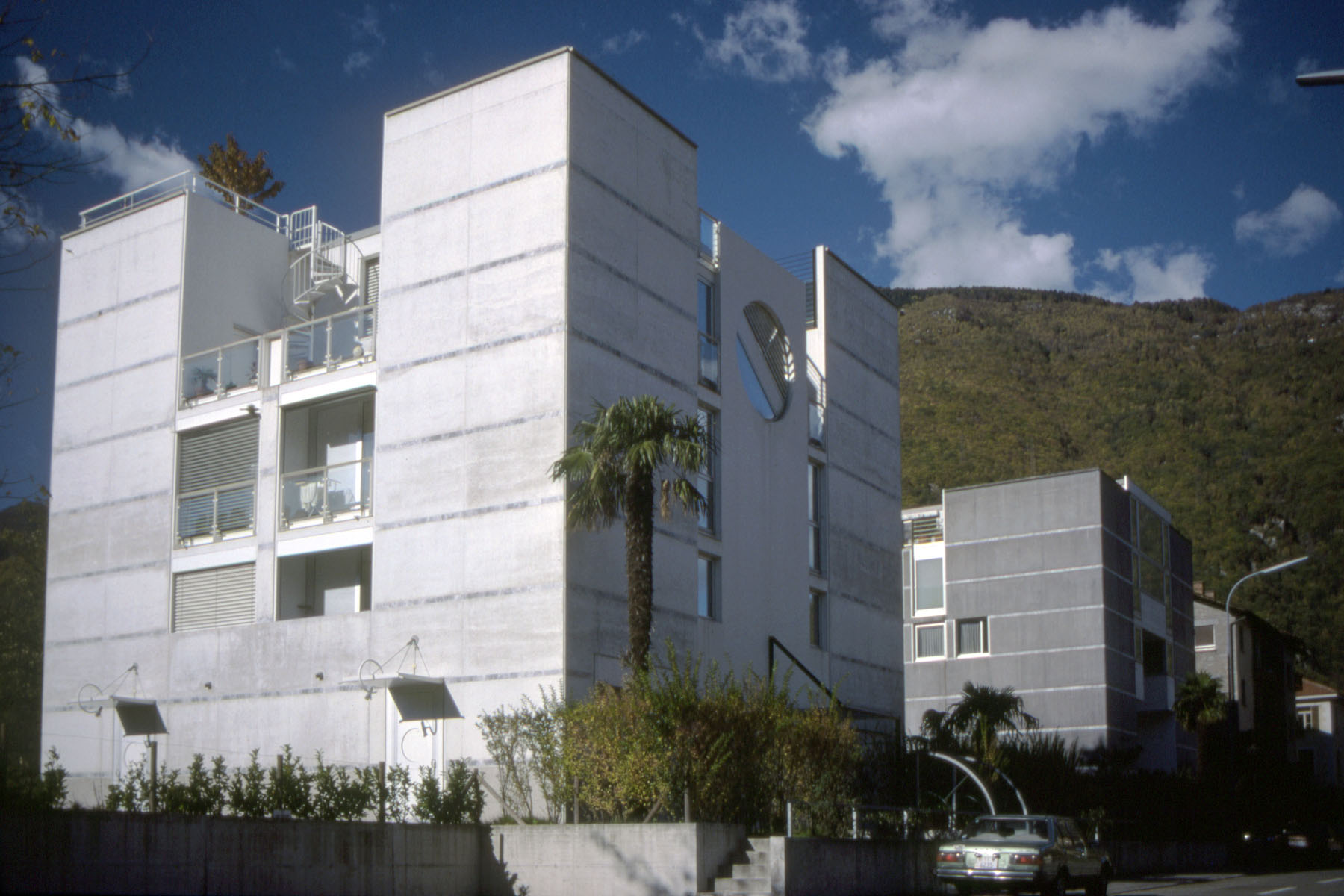
Bianco e Nero, Bellinzona (Aurelio Galfetti 1985–1986)

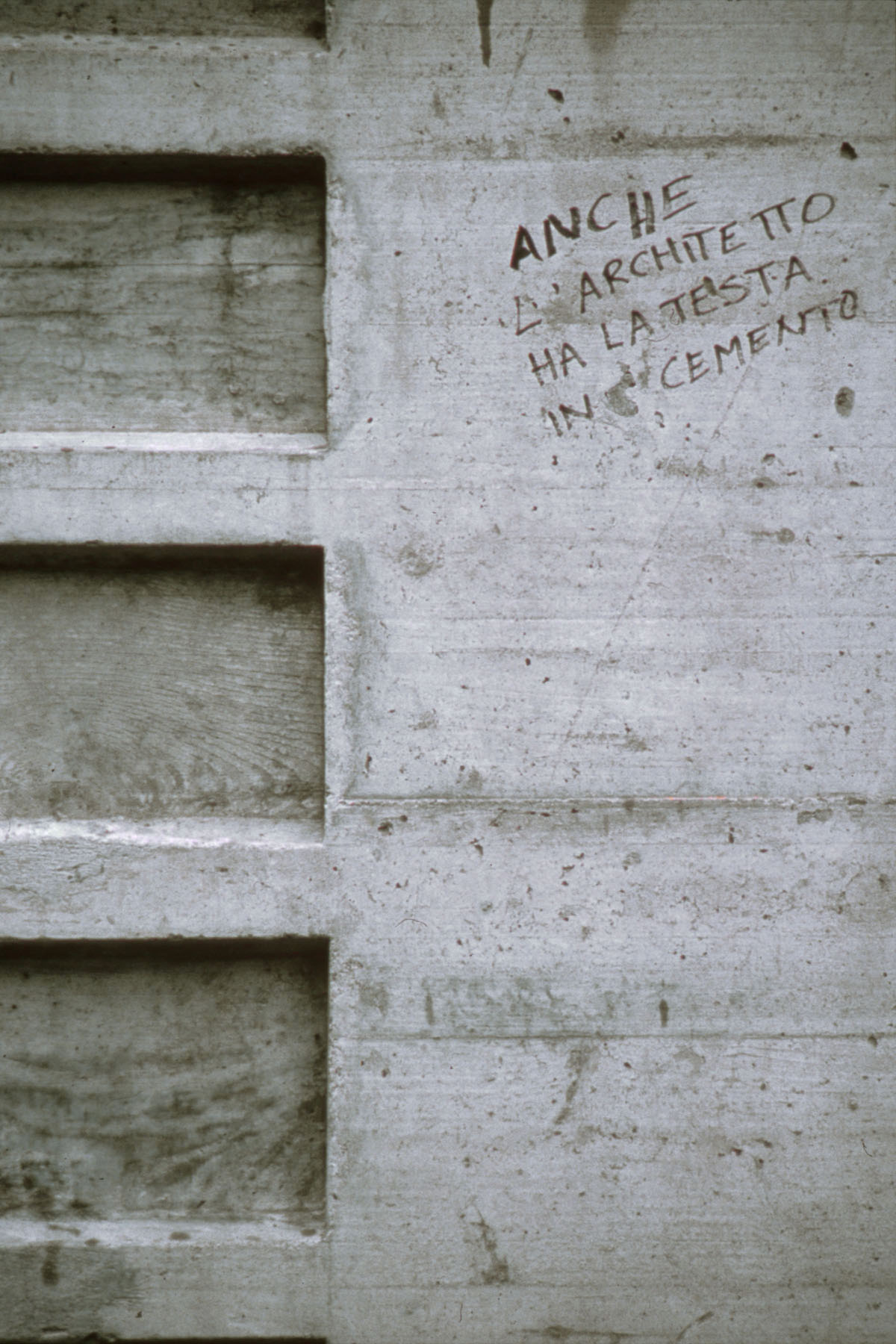
Klub tennisowy, Bellinzona (Aurelio Galfetti 1981–1986)

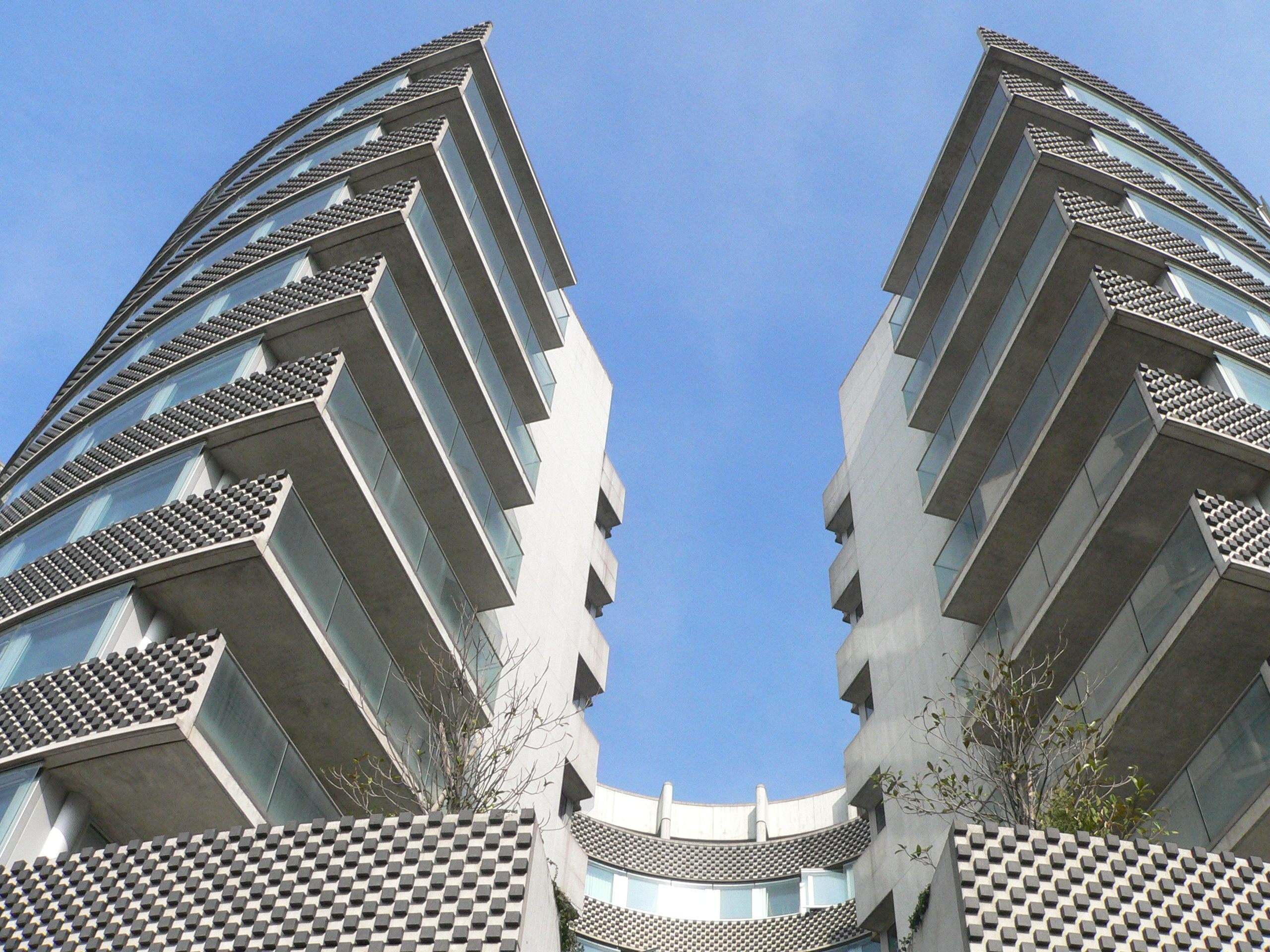
Plac Chauderon, Lozanna (Aurelio Galfetti 1987–1993)

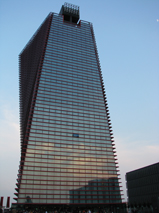
Net Center – Torre Rossa, Padwa (Aurelio Galfetti 1993–2006)

Aurelio Galfetti (ur. 2 kwietnia 1936 w Lugano, zm. 5 grudnia 2021 w Bellinzonie) – szwajcarski architekt, w 1989 laureat Nagrody Beton 89.

## Życiorys
Przedstawiciel neomodernistycznego racjonalizmu we współczesnej architekturze. Jeden z czterech architektów tesyńskich określanych mianem „czterech muszkieterów” (Snozzi, Vacchini, Galfetti i Botta), współtworzących fenomen w architekturze europejskiej końca XX wieku, zwany „szkołą tesyńską”.
Dyplom architekta uzyskał na Politechnice Federalnej ETHZ w Zurychu w 1960 i w tym samym roku otworzył własne biuro w Lugano, w latach 1962–1990 współpraca z Florą Ruchat, Ivo Trümpy, Ivanem Gianolą, Liviem Vacchinim, Mariem Bottą, Rinem Tami, Luigim Snozzim, w latach 1976–1992 własne biuro w Bellinzonie, od 1996 własne biuro w Lugano. W 1984 profesor zaproszony EPFL w Lozannie, w 1987 profesor zaproszony Uniwersytetu Paryż 8, a w 1996 współzałożyciel, dyrektor i profesor Akademii Architektury w Mendrisio.
Od 1984 konferencje, seminaria i wykłady w licznych szkołach architektury na świecie, w tym w Polsce: Kraków 1991 i Warszawa 2009. Członek jury w wielu międzynarodowych konkursach architektonicznych, w tym, w konkursie UIA na siedzibę Muzeum Historii Polski w Warszawie 2009.
Był członkiem:
- SIA – Szwajcarskiego Stowarzyszenia Inżynierów i Architektów w Zurychu
- BSA / FAS – Szwajcarskiej Federacji Architektów w Bazylei

oraz członkiem honorowym:
- BDA – Niemieckiej Federacji Architektów w Berlinie

## Realizacje
- 1959–1961 Dom jednorodzinny Casa Rotalinti w Bellinzonie
- 1962–1964 Przedszkole w Biasce
- 1962–1965 Przedszkole i szkoła w Riva San Vitale
- 1965–1975 Szpital neuropsychiatryczny w Mendrisio
- 1966–1970 Przedszkole w Viganello
- 1967–1970 Centrum kąpieliskowe w Bellinzonie (z F. Ruchat i I. Trümpy)
- 1968–1970 Szkoła podstawowa w Lugano (z F. Ruchat i I. Trümpy)
- 1970–1971 Budynek mieszkalny w Biasce
- 1970–1971 Szkoła średnia w Losone (z L. Vacchinim)
- 1972–1975 Szkoła średnia w Asconie
- 1974–1975 Dom jednorodzinny Casa Galli w Caslano
- 1977–1985 Poczta Główna w Bellinzonie (z L. Pellegrinim)
- 1984–1985 Budynek mieszkalny Al Portone w Bellinzonie
- 1981–1986 Centrum tenisowe w Bellinzonie
- 1983–1991 Transformacja (I) zamku Castelgrande w Bellinzonie[3] (z R. Laüppim i L. Pellegrinim)
- 1984–1986 Budynek mieszkalny Leonardo w Lugano
- 1985–1986 Budynki mieszkalne Bianco e Nero w Bellinzonie
- 1986–1988 Dom jednorodzinny Ferretti w Gravesano
- 1987–1988 Budynek mieszkalny HLM w Paryżu
- 1989–1990 Mediateka w Chambery (F)
- 1992–1993 Dom jednorodzinny Casa Dürr w Brissago
- 1992–2000 Transformacja (II) zamku Castelgrande w Bellinzonie[3]
- 1993-/-/ „Alptransit Ticino” – projekt kolei transalpejskiej Ticino
- 1993–1994 Budynek biurowy w Genewie
- 1994–1995 Restauracja Ghidossi w Cadenazzo
- 1994–1995 Budynek mieszkalny Ghidossi w Bellinzonie
- 1994–1996 Centrum komunalne w Gorduno
- 1994–1997 Dom jednorodzinny Casa Feigenwinter w Locarno-Monti
- 1994–2003 Dom jednorodzinny Casa Galfetti w Paros (GR)
- 1996–1997 Dom jednorodzinny Casa Beffa w Agno
- 1998–2000 Budynek mieszkalny La Residence w Maastricht (NL)
- 1998–2002 Aula wielofunkcyjna USI w Lugano, Uniwersytet Szwajcarii Włoskiej (Università della Svizzera italiana)
- 1999–2003 Siedziba Safilo w Padwie (I)
- 2000–2001 Cite des Arts w Chambery (F)
- 2001–2006 Net Center – Torre Rosa w Padwie (I)
- 2004–2005 Dom jednorodzinny Casa Vitali w Bergamo (I)
- 2004–2006 Dom jednorodzinny Casa Ambrosetti w Paros (GR)
- 2011–2012 Rekwalifikacja Placu Niepodległości w San Donà di Piave (I)

## Wystawy

### Monograficzne
- Tendenzen, Politechnika Federalna w Zurychu, 1975
- La modernité, un projet inachevé, Paryż, 1983
- Corbu vu par..., Francuski Instytut Architektury, Paryż, 1987
- Aurelio Galfetti, Bellinzona, Architektur Forum, Zurich, 1989
- Immeuble multifonctionnel Ulysse, Credit Foncier Vaudois, Lozanna, 1992
- Aurelio Galfetti, Szkoła Architektury Sci-Arc, Vico-Morcote, 1994
- Aurelio Galfetti dall'1:100 000 all'1:1, Muzeum Vela, Ligornetto, 1993
- Aurelio Galfetti dall'1:100 000 all'1:1, Uniwersytet Dufour, Genewa, 1994

### Wspólne
- Galfetti, Snozzi, Vacchini, Muzeum Architektury Fińskiej – Alvar Aalto-museo, Helsinki, 1990
- Botta, Galfetti, Galeria Expo Wydziału Architektury Politechniki Krakowskiej, Kraków 1991
- Botta, Galfetti, Snozzi, Vacchini, Caracas, Meksyk, Buenos Aires, Lima, 1995–1996
- Galfetti, Ruchat-Roncati, Trümpy, „Il Bagno di Bellinzona”, Akademia Architektury Mendrisio 2009

## Nagrody
- Nagroda Beton (1989)
- Nagroda Politechniki Krakowskiej (1992)
- Srebrny Medal Nauki Akademii Architektury w Paryżu (2002)